# Vyöni
Vyöni är en by 6 km väster om Juoksengi i Övertorneå kommun. Byn består av cirka 20 hushåll varav cirka hälften av dem är semesterbostäder. I januari 2019 fanns det enligt Ratsit 13 personer över 16 år registrerade med Vyöni som adress.
Vyöni har sedan långt tillbaka varit åtminstone tillfällig uppehållsplats för, bland andra, samer. Det finns en gravplats i närheten som anses ha samiskt ursprung och en före detta offerplats, ett berg, som heter Seittirova med en kallkälla som tidigare betraktades som helig.
Vyöni ligger vid sjön Vyönijärvi, 133 meter över havet.
År 2012 bildades Vyöni byaförening. En gammal stuga som renoverats är byaföreningshuset. De har hand om de årliga pimpeltävlingarna och kubbtävlingarna.